# Kinorhyncha
Los quinorrincos (Kinorhyncha, del griego kinema, "movimiento" y rhynchos, "trompa") son un filo de invertebrados marinos de pequeño tamaño (0,13 a 1,04 mm) que habitan los ambientes bentónicos de todo el mundo. 
Hasta la fecha se han descrito más de 250 especies, habitantes principalmente de sustratos fangosos o fangoso-arenosos, en donde se mueven gracias a la acción de espinas especiales (escálides) presentes en la parte anterior del cuerpo.
Antiguamente, los quinorrincos fueron agrupados en el grupo polifilético Aschelminthes debido a la presencia de pseudoceloma. En la actualidad, sin embargo, forman parte del clado Ecdysozoa. Junto con los priapúlidos y loricíferos, forman el clado Scalidophora (=Cephalorhyncha).

## Morfología general

Morfología general de un quinorrinco

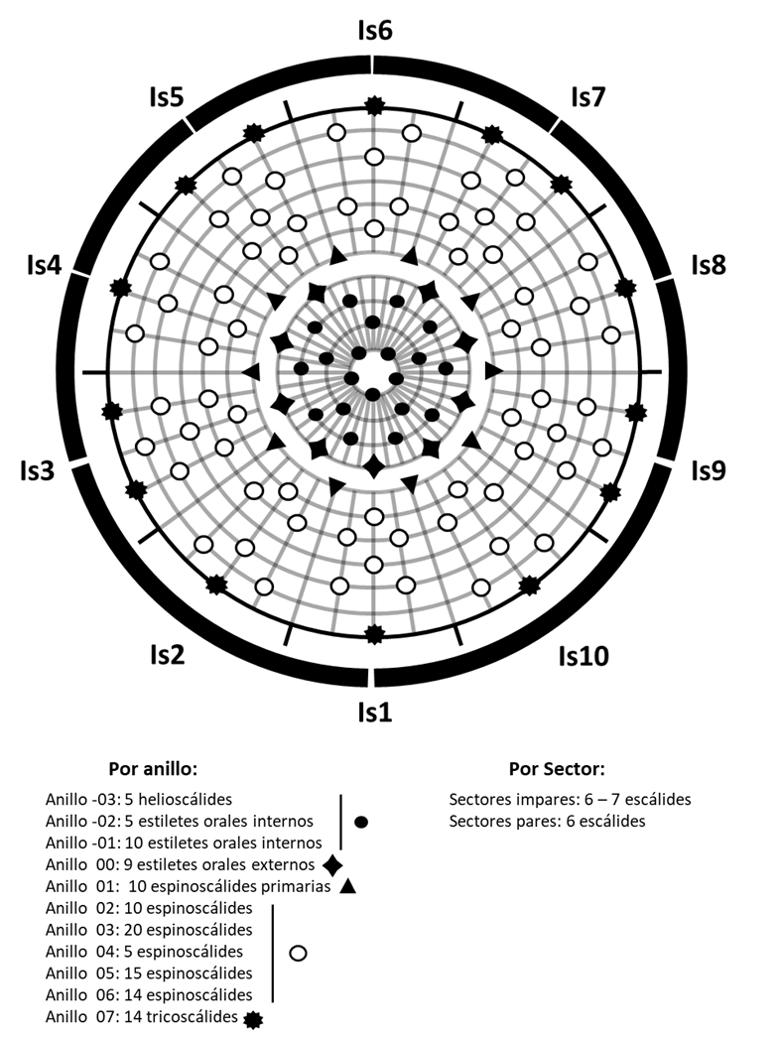
Diagrama polar del cono oral, introvert y plácides basado en Pycnophyes aulacodes

El cuerpo de un quinorrinco está dividido en cabeza, cuello y un tronco formado por once segmentos. La segmentación del cuerpo se refleja en las placas cuticulares, las espinas, el sistema nervioso y sus estructuras asociadas (principalmente manchas sensoriales y papilas), y en la musculatura. La cabeza y el cuello no muestran una organización segmentaria, razón por la que no se consideran segmentos sensu stricto. 

### Cabeza
La cabeza está formada por un introvert eversible y un cono oral protrusible, que pueden retraerse dentro del tronco. A través de ella, estos animales cumplen las funciones de alimentación y locomoción. A su vez, los apéndices presentes en la cabeza también actúan como estructuras sensoriales.
El introvert está formado por las escálides, que son apéndices locomotores y sensoriales, externos al cono oral, dispuestos en hasta siete anillos. El anillo 01 (el más interno) lleva 10 espinoscálides primarias, caracterizadas por ser mucho más largas y gruesas que el resto de las escálides. Los anillos 02 al 06 llevan cinco, diez o 15 espinoscálides, más cortas que las del anillo 01. El último anillo (07) está formado por seis, nueve o 14 tricoscálides; son las escálides más cortas y su superficie está cubierta por finísimos pelos.  
Por dentro del introvert se ubica el  cono oral, protrusible, que da entrada al tubo digestivo. Está formado por apéndices más pequeños denominados estiletes orales, dispuestos en cuatro anillos. El más externo (anillo 00) está formado por nueve estiletes orales externos, mientras que los más internos (-01 a -03), están formados por 20 estiletes orales internos (5 + 5 + 10, de adentro hacia afuera). Los estiletes orales internos más profundos (anillo -03) reciben el nombre de helioscálides, debido a que su base tiene aspecto radiado (proyecciones cuticulares). Los estiletes orales externos muestran gran variabilidad entre especies en cuanto a forma, tamaño, número de artejos y rigidez.
Los estiletes orales y las escálides (a excepción de las tricoscálides) se disponen en un patrón pentarradial, dividiendo al introvert en diez sectores definidos (s1 a s10).

### Cuello
El cuello está formado por una serie de pequeñas placas cuticulares, las plácides, que constituyen un aparato de cierre cuando el introvert se retrae en el tronco. Su forma y número varían entre las especies. En la mayoría de ellas, articulan en su base con el borde anterior del primer segmento del tronco, pero en algunos taxones pueden fusionarse con ese segmento o incluso faltar (Cateria, Franciscideres). El número, forma y desarrollo de las plácides varía de acuerdo al género, entre 16 y siete, dispuestas en forma radial o bilateral.

### Tronco
El tronco está formado por once segmentos (también llamados zonitos). Las especies de la clase Cyclorhagida tienen un tronco alargado, fusiforme, de sección circular, acorazonado u oval; mientras que las especies de la clase Allomalorhagida son más grandes, de cuerpo rectangular y sección triangular, exceptuando a las familias Dracoderidae y Franciscideridae, cuya morfología general encaja con la de los ciclorrágidos.
La cutícula de cada segmento está  dividida en placas dorsales (tergales) y ventrales (esternales), que varían entre una y cuatro por segmento. El número y arreglo de las placas y otras estructuras cuticulares tienen gran importancia taxonómica en los niveles de familia y género. Las placas tergales y esternales articulan lateralmente formando la unión tergoesternal, mientras que las esternales articulan entre sí en la unión medioesternal. Si el segmento consiste en una única placa tergal que se curva ventralmente, los dos bordes se unen en la articulación medioventral. En la mayoría de las familias existen engrosamientos en el borde anterior de cada placa llamados pachycycli, que actúan como sitio de fijación muscular.
Además, cada segmento está equipado de diversas estructuras cuticulares externas, cuya forma, número y patrón de distribución son de gran importancia taxonómica. Las estructuras más características son las espinas, las cuales se extienden del segmento 1 al 10 en posición dorsal y/o lateral. En el último segmento suele haber espinas aciculares robustas y largas: dos lateroterminales, dos lateroterminales accesorias o una medioterminal. A su vez, en algunos segmentos puede haber también tubos (adhesivos o sensoriales), setas y pelos.
De gran importancia es la presencia de poros (de distinta función) y manchas sensoriales (sensory spots). Estas últimas son especializaciones cuticulares que le permite al individuo recibir estímulos sensoriales. Aparecen como un área redondeada, oval o en forma de gota, con uno, dos y en algunos casos tres poros, y con numerosas micropapilas (hasta 100). Se distinguen 5 tipos de manchas sensoriales.
- Tipo 1. Tienen dos poros, uno central y otro lateral, que abren a la misma altura.
- Tipo 2. También poseen un poro central y otro lateral, el central está rodeado por un anillo de micropapilas, mientras que el lateral se encuentra sobre un corto tubo cuticular.
- Tipo 3. Están formadas por una base cónica que en su extremo lleva unas pocas micropapilas. Este tipo de mancha sensorial también reciben el nombre de flosculum, ya que recuerda los órganos sensoriales de Priapulida y Loricifera.
- Tipo 4. Están formadas por un parche circular de numerosas micropapilas con un tubo alargado que lleva un poro.
- Tipo 5. Están formadas por un solo anillo de micropapilas (escasas) rodeando un poro central. También reciben el nombre de Nonaloricus-flosculum o N-flosculum, debido a que un receptor similar se encuentra en el género de loricíferos con el mismo nombre.

## Taxonomía
El phylum Kinorhyncha está representado por más de 250 especies, distribuidas en dos clases, once familias y 30 géneros. La clasificación siguiente está basada en Sorensen et al. y todos los trabajos derivados. El grupo se divide en dos clases: Cyclorhagida, con los órdenes Echinorhagata (1 familia), Kentrorhagata (5 familias) y Xenosomata (1 familia); y Allomalorhagida (4 familias). 
Clase Cyclorhagida
- Orden Echinorhagata
  - Familia Echinoderidae
    - Género Cephalorhyncha
    - Género Echinoderes
    - Género Fissuroderes
    - Género Meristoderes
    - Género Polacanthoderes
- Orden Kentrorhagata
  - Familia Zelinkaderidae
    - Género Triodontoderes
    - Género Zelinkaderes

  - Familia Centroderidae
    - Género Centroderes
    - Género Condyloderes

  - Familia Semnoderidae
    - Género Semnoderes
    - Género Sphenoderes

  - Familia Antygomonidae
    - Género Antygomonas

  - Familia Cateriidae
    - Género Cateria

  - Incertae sedis
    - Género Tubulideres
    - Género Wollunquaderes
- Orden Xenosomata
  - Familia Campyloderidae
    - Género Campyloderes
    - Género Ryuguderes

Clase Allomalorhagida
- Familia Dracoderidae
  - Género Dracoderes
- Familia Franciscideridae
  - Género Franciscideres
  - Género Gracilideres
- Familia Pycnophyidae
  - Género Pycnophyes
  - Género Leiocanthus
  - Género Higginsium
  - Género Cristaphyes
  - Género Fujuriphyes
  - Género Krakenella
  - Género Setaphyes
- Familia Neocentrophyidae
  - Género Mixtophyes
  - Género Neocentrophyes
  - Género Paracentrophyes